# Pizdoue
Die Familie Pizdoue (auch Pisdoé, Pizdoué, Piédoue, Pidoe etc.) war eine der bedeutenden Patrizierfamilien des Mittelalters in Paris. Ihr gehören vier der frühen Prévôts des marchands an.

## Familiengeschichte
Die Familie Pizdoue spielt in Paris von Anfang des 13. Jahrhunderts bis zur Mitte des 14. Jahrhunderts eine herausragende Rolle. Zu ihr gehören:
- Mathieu, 1203 als Bailli genannt
- Maci und seine Ehefrau Pernelle, die 1253 als Hausbesitzer in der Rue Saint-Martin erwähnt werden
- Um 1270 werden im Gedicht Le Tournoiement as dames de Paris von Pierre Gencien die vier Brüder Eudes, Maci, Thomas und Guillaume Pizdoue erwähnt.[1]
- Eudes war 1270 Schöffe (Échevin) in Paris.
- Guillaume (I.) war 1276 der erste Prévôt des marchands der Familie
- Oudinet wurde 1303 als junger Kleriker gehängt, weil er gemeinsam mit Freunden in geistlichen Frauengemeinschaften „Unruhe gestiftet“ hatte.[2]
- Guillaume (II.), war 1304, 1305, 1307 und 1311 Prévôt des marchands und ist wohl mit dem Guillaume Pizdoue identisch, der 1293, 1296 und 1298 als Schöffe erwähnt wird; er war in der Zeit der Prozesse gegen den Templerorden von 1307 bis 1313 für Rechnungslegung über die konfiszierten Güter des Ordens zuständig; unter König Philipp V. war er von 1316 bis 1321 Großstallmeister von Frankreich (Maître de l’écurie du roi)[3]; als zweiter Meister der „confrérie de Saint-Jacques“ war er an der Errichtung der Pariser Unterkunft für die Jakobspilger beteiligt.[4]
- Gervais wurde 1306 vom Sohn eines Brüsseler Kaufmanns erschlagen.[5]
- Jacques wird 1317 als garde des passages et des laines, d. h. königlicher Fiskalbeamter für Zollstellen, Stapelplätze und den Wollhandel
- Guillaume (III.) gehörte zur Delegation, die 1328 König Philipp VI. bei seinem Einzug in Paris empfing; 1334 war er der dritte Prévôt des marchands aus der Familie.
- Simon war Steuereinnehmer (receveur) in Senlis (1334–1339) und Sens (1339–1343)
- Jean (I.) († Dezember 1349) vertrat Paris auf der Versammlung der Generalstände im Jahr 1335; er war Prévôt des marchands von 1343 bis 1347; im Juli 1345 wurde er von Philipp VI. geadelt; er war einer der großen Finanziers des Hofes, trat z. B. 1346 durch ein Darlehen von 200 écus d’or) an die Königin hervor, aber auch durch den Erwerb apulischer Pferde für den König.
- Jean (II.), Sohn Jeans (I.) war 1354 einer der Maîtres lais am königlichen Rechnungshof, der Chambre des comptes
- Jacqueline  war mit Jean Maillard verheiratet, der 1358 als Schöffe für den Tod Étienne Marcels verantwortlich war
- Martin, ebenfalls ein Sohn von Jean (I.) wurde wegen seiner Beteiligung am Aufstand Étienne Marcels 1358 verurteilt.

Mit dem Jahr 1358 endet die Macht der Pizdoue in Paris. Sie wurden der Majestätsbeleidigung (lèse majesté) schuldig gesprochen und weitgehend enteignet und mussten Paris verlassen. Ein Jahrhundert später finden wir Nachkommen der Pariser Pizdoues in der Normandie, wo sie mindestens bis zum Ende des 18. Jahrhunderts nachgewiesen sind; heute nennen sie sich de Pizdoue d'Héritot nach einem Besitz, der jetzt zu Saint-Ouen-du-Mesnil-Oger gehört.

## Stammliste (soweit rekonstruierbar)
1. NN Pizdoue
  1. Jeanne Pizdoue; ⚭ NN Sarrazin, wohl Sohn von Jean Sarrazin, Chambellan du Roi
  2. Sire Macy (I.) Pizdoue, 1294 Prud’homme, † vor 1307
  3. Guillaume (I.) Pizdoue, † vor 1292, 1276 Prévôt des marchands
    1. Guillaume (II.) Pizdoue, 1289 Prud’homme, 1293, 1296 und 1296 Échevin, 1304, 1305, 1307 und 1311 Prévôt des marchands, 1316-1321 Großstallmeister von Frankreich
      1. Guillaume (III.) Pizdoue, dit Bouffart, 1334 Prévôt des marchands, 1338 Échevin
      2. Jean (I.) Pizdoue, † Dezember 1349, 1343-1347 Prévôt des marchands
        1. Jean (II.) Pizdoue, 1354 Maître an der Chambre des comptes
        2. Martin Pizdoue, 1358 wegen seiner Beteiligung am Aufstand Étienne Marcels verurteilt.

    2. Macy (II.) Pizdoue, 1299-1305 Prud’homme
    3. Renaud Pizdoue, 1289 Prud’homme, 1314 Échevin
    4. Jean Pizdoue; ⚭ Y. de Tremblay, Sohn von Isabelle de Tremblay